# Василевский, Леонид Дмитриевич
Леони́д Дми́триевич Василе́вский (6 марта 1901, Тверская губерния, Российская империя — 16 июня 1978, Омск, РСФСР, СССР) — советский военачальник, генерал-майор, командир 183-й стрелковой дивизии; участник Гражданской, советско-финской и Великой Отечественной войн.

## Биография
Родился 6 марта 1901 года в усадьбе Прудки, находившейся в районе деревни Светителево, ныне относящейся к сельскому поселению Чертолино, Ржевский район, Тверская область. Русский.
Получил неполное среднее образование — окончил 7 классов школы.

### Гражданская война
20 марта 1920 года был мобилизован в РККА и направлен в 9-й стрелковый полк МВО. В июне зачислен курсантом на 14-е Иваново-Вознесенские пехотные курсы. С августа 1920 года в составе 4-го стрелкового полка 2-й Московской бригады курсантов воевал против врангелевского десанта генерала Улагая и частей «армии возрождения России» генерала Фостикова на Кубани, с декабря 1920 по апрель 1921 года участвовал в подавлении восстания имама Гоцинского в Дагестане. С апреля 1921 года продолжил учёбу на 7-х Армавирских командных курсах в городе Баку. С 29 апреля по 16 мая 1921 года в составе экспедиционного отряда принимал участие в ликвидации белогвардейского повстанческого движения в районе города Гурьев и на реке Урал. В 1921 году стал членом РКП(б).

### Межвоенные годы
В августе 1922 году окончил курсы и был направлен в Батуми в 1-й Баталпашинский стрелковый полк, который позже был переименован в 1-й Кавказский стрелковый полк имени ЦИК Аджаристана. В его составе проходил службу командиром отделения, помощником командира и командиром взвода. С августа 1925 года по сентябрь 1927 года был курсантом-командиром в 17-й Владикавказской пехотной школе. После завершения обучения был назначен в 153-й стрелковый полк 51-й Перекопской стрелковой дивизии в городе Одесса, где занимал должности командира взвода и помощника командира роты, командира взвода полковой школы. С ноября 1930 года служил помощником командира и командиром роты в 74-м стрелковом полку 25-й Чапаевской стрелковой дивизии. С апреля 1933 года был командиром батальона и начальником школы младшего комсостава в 73-м стрелковом полку этой же дивизии (с 1935 года — в ХВО). С июня по декабрь 1938 года временно командовал этим полком, затем был заместителем командира полка по строевой части. С августа 1939 года в той же дивизии командовал 104-м стрелковым полком. Участник освободительного похода в Западную Украину. С 13 января по 13 марта 1940 года командиром 25-го стрелкового полка 44-й стрелковой дивизии участвовал в советско-финской войне. После окончания боевых действий в мае был назначен командиром 236-го стрелкового полка 187-й стрелковой дивизии ХВО.

### Великая Отечественная война
В начале войны дивизия находилась в резерве Ставки ВГК. Затем в составе 45-го стрелкового корпуса она вошла в 13-ю армию Западного фронта и участвовала в Смоленском сражении. С 21 июля по 8 сентября 1941 года майор Василевский находился в окружении в районе станции Быхов, вышел к своим войскам в районе города Путивль во главе группы бойцов с оружием и документами. В октябре был назначен командиром 492-го стрелкового полка 199-й стрелковой дивизии Юго-Западного фронта. В составе 38-й армии участвовал в оборонительных боях в районе Волчанска и Балаклеи, в Донбасской оборонительной и Барвенково-Лозовской наступательной операциях.
В марте 1942 года подполковник Василевский назначен врид командира 186-й курсантской стрелковой бригады, однако вскоре её формирование было отменено, а Василевский зачислен в распоряжение ГУК НКО. Затем убыл в группу маршала Советского Союза Ворошилова и с июня исполнял должность помощника руководителя группы контролирования за формированием стрелковых и кавалерийских соединений и подготовкой маршевых пополнений в запасных бригадах.
С декабря 1942 по июнь 1943 года находился на учёбе в Высшей военной академии имени К. Е. Ворошилова. После её окончания был направлен на Воронежский фронт начальником штаба 183-й стрелковой дивизии. В составе 69-й армии участвовал в Курской битве, в оборонительных боях юго-восточнее Прохоровки. 24 июля он вступил в командование этой дивизией и воевал в ней до конца войны. Её части отличились в Белгородско-Харьковской наступательной операции, в боях за освобождение Харькова. Приказом ВГК от 23 августа 1943 года ей было присвоено наименование «Харьковская». С ноября дивизия в составе 74-го стрелкового корпуса 1-й гвардейской армии 1-го Украинского фронта принимала участие в битве за Днепр, Киевской оборонительной и Житомирско-Бердичевской наступательной операциях. В марте — апреле 1944 года она в составе 38-й армии успешно действовала в Проскуровско-Черновицкой наступательной операции, в ходе которой был освобождён город Винница. За эти бои дивизия была награждена орденом Красного Знамени. В дальнейшем её части в составе 1-й гвардейской и 38-й армий 1-го и 4-го Украинских фронтов последовательно участвовали в Львовско-Сандомирской, Восточно-Карпатской, Карпатско-Дуклинской, Западно-Карпатской и Моравско-Остравской наступательных операциях. С 18 апреля по 8 мая 1945 года генерал-майор Василевский находился в госпитале по ранению.
В июне 1945 года представлен к званию Героя Советского Союза, но награждён не был.
За время войны комдив Василевский был семь раз персонально упомянут в благодарственных приказах Верховного Главнокомандующего.

### Послевоенное время
После войны продолжал командовать 183-й стрелковой дивизией (с 9 июля 1945 года — в ПрикВО). С июля 1946 года исполнял должность командира 70-й гвардейской стрелковой Глуховской ордена Ленина дважды Краснознаменной ордена Богдана Хмельницкого дивизии. В январе 1948 года переведён в ГСОВГ командиром 39-й гвардейской стрелковой Барвенковской ордена Ленина дважды Краснознаменной ордена Суворова дивизии.
В октябре 1951 года назначен командиром 10-го стрелкового корпуса в УрВО. С октября 1952 года по ноябрь 1953 года проходил подготовку на ВАК при Высшей военной академии им. К. Е. Ворошилова, затем был назначен командиром 18-го гвардейского стрелкового Станиславско-Будапештского Краснознаменного корпуса Западно-Сибирского ВО.
1 апреля 1955 года генерал-майор Василевский уволен в запас. Умер 16 июня 1978 года в Омске. Похоронен на Старо-Северном мемориальном кладбище.

## Награды
СССР
- орден Ленина (30 апреля 1945)[8];
- четыре ордена Красного Знамени (6 января 1944[9], 3 ноября 1944[8], 22 февраля 1945[10], 15 ноября 1950[8]);
- орден Кутузова 2-й степени (31 мая 1945)[11];
- орден Богдана Хмельницкого 2-й степени (23 сентября 1944)[12];
- орден Отечественной войны 1-й степени (24 августа 1943)[13];

медали, в том числе:
- «За победу над Германией в Великой Отечественной войне 1941—1945 гг.»;
- «За освобождение Праги»;
- «Ветеран Вооружённых Сил СССР».

Других государств
- орден Белого льва (ЧССР);
- Военный крест (ЧССР).

Приказы (благодарности) Верховного Главнокомандующего в которых отмечен Л. Д. Василевский
- За овладение штурмом важным хозяйственно-политическим центром и областным городом Украины Львов — крупным железнодорожным узлом и стратегически важным опорным пунктом обороны немцев, прикрывающим пути к южным районам Польши. 27 июля 1944 года. № 154.
- За форсирование реки Вислока и Дунаец и овладение городами Ясло и Горлице — важными опорными пунктами обороны немцев на краковском направлении, а также захват с боями свыше 400 других населённых пунктов. 19 января 1945 года. № 229.
- За овладение городами Вадовице, Спишска-Нова-Вес, Спишска-Стара-Вес и Левоча — важными узлами коммуникаций и опорными пунктами обороны немцев. 27 января 1945 года. № 260.
- За овладение штурмом городом Бельско — крупным узлом коммуникаций и мощным опорным пунктом обороны немцев на подступах к Моравской Остраве. 12 февраля 1945 года. № 275.
- За овладение штурмом городом Опава (Троппау) — важным узлом дорог и сильным опорным пунктом обороны немцев. 23 апреля 1945 года. № 341.
- За овладение штурмом городом Моравска-Острава — крупным промышленным центром и мощным опорным пунктом обороны немцев в Чехословакии. Одновременно войска фронта овладели городом Жилина — важным узлом дорог в полосе Западных Карпат. 30 апреля 1945 года. № 353.
- За овладение городами Богумин, Фриштат, Скочув, Чадца и Великая Битча — важными узлами дорог и сильными опорными пунктами обороны немцев в полосе Западных Карпат. 1 мая 1945 года. № 356